# J. D. Irving
Die J. D. Irving Group ist ein großer kanadischer familiengeführter Mischkonzern mit Hauptsitz in Saint John, New Brunswick, Kanada. Das Unternehmen betreibt Produktionswerke in allen östlichen kanadischen Provinzen sowie in den USA und beschäftigt ca. 15.000 Mitarbeiter in den Bereichen Einzelhandel, Forstwesen, Papierprodukte, Fertighäuser, Agrar- und Nahrungsmittelproduktion, Personen- und Warentransport, Schiffbau, Restaurantketten, Printmedien sowie Rohstoffgewinnung und -verarbeitung. Der Konzern hat eine marktbeherrschende Stellung in New Brunswick und erheblichen politischen Einfluss in der Region.

## Geschichte
J. D. Irving Ltd. wurde im Jahr 1882 in der kleinen Stadt Bouctouche, New Brunswick vom streng protestantischen Industriellen James Dargavel Irving gegründet. Er hatte mehrere Kinder, einer davon war Kenneth Colin Irving, der schon als Kind seinem Vater im Unternehmen half. Nachdem er die Mehrheit des Unternehmens seines Vaters erhalten hatte, nutzte er dies und führte zwischen 1920 und 1940, vorwiegend in den Bereichen der Rohstoffgewinnung und -verarbeitung, mehrere Expansionen durch.
In den Nachkriegsjahren übernahm das Unternehmen die Pulp Mills in Saint John und in New York sowie weitere Fabriken in New Brunswick. In den 1950er Jahren übernahm das Unternehmen die Saint John Werft, nahm zugleich den Transport- und Logistikbetrieb auf und erschloss den Bereich der Schwerindustrie (Irving Equipment), um das Unternehmen am Markt zu stärken. Zwischen 1960 und 2000 folgten weitere Übernahmen sowohl in Kanada als auch in den benachbarten USA, vor allem im US-Bundesstaat Maine. Seit den 1960er-Jahren beteiligt sich J. D. Irving am Offshore-Handel, z. B. auf Bermuda. Der Konzern profitiert von zahlreichen Steuerbefreiungen und staatlichen Subventionen, namentlich im Energiesektor.

## Geschäftsfelder
- Irving Forest Products & Services
  - Irving Pulp & Paper Ltd.
  - Irving Paper Ltd.
  - Irving Tissue Co. Ltd.
  - Lake Utopia Paper
  - Irving Sawmill Division
  - Irving Woodlands Division

- Irving Transportation Services
  - New Brunswick Railway Co. Ltd.
  - Eastern Maine Railway Co. Ltd.
  - Maine Northern Railway Co. Ltd.
  - Midland Transport
  - Midland Courier
  - RST Industries
  - Sunbury Transport
  - Atlantic Towing
  - Kent Line
  - JDI Logistics
  - Harbour Development

- Irving Shipbuilding & Fabrication Services
  - Halifax Shipyard
  - East Isle Shipyard
  - Shelburne Ship Repair
  - Woodside Industries
  - Fleetway Services

- Irving Retail & Distribution Services
  - Chandler
  - Source Atlantic
  - Kent Building Supplies
  - Kent Homes
  - Universal Truck & Trailer
  - Shamrock Truss
  - Cavendish Agri Services

- Irving Consumer Products
  - Irving Tissue (Papierverarbeitung)
  - Irving Personal Care (diapers, training pants)
  - Cavendish Produce (Nahrungsmittel)
  - Cavendish Farms (Nahrungsmittel)
  - Indian River Farms (Nahrungsmittel)
  - Riverdale Foods (Nahrungsmittel)
  - Master Packaging

- Industrial Equipment & Construction
  - Atlantic Wallboard
  - Irving Wallboard
  - Gulf Operators
  - Irving Equipment (Baumaschinen)

- Medien
  - Brunswick News Telegraph-Journal (Saint John NB)
  - Times & Transcript (Moncton NB)
  - The Daily Gleaner (Fredericton NB)
  - The Tribune (Campbellton NB)
  - La Voix du Restigouche (Campbellton NB)
  - The Bugle-Observer (Woodstock NB)
  - Le Journal Madawaska (Edmundston NB)
  - L’Étoile (various editions) Édition provinciale
  - Édition La Cataracte (Grand Falls NB)
  - Édition Chaleur (Bathurst NB)
  - Édition Dieppe (Dieppe NB)
  - Édition Kent (Bouctouche NB)
  - Édition Péninsule (Shippagan NB)
  - Édition République (Edmundston NB)
  - Édition Restigouche (Campbellton NB)
  - Édition Shédiac (Shediac NB)
  - Kings County Record (Sussex NB)
  - Miramichi Leader (Miramichi NB)
  - The Northern Light (Bathurst NB)
  - Here (Saint John NB, Moncton NB, Fredericton NB)
- Erdölgewinnung, Produktion und Vertrieb
  - Irving Oil
- Personnel Services
  - Protrans Personnel Services Inc.
- Sicherheitsdienste
  - Security Services Industrial Security Inc.
- Professional Sports Moncton Wildcats